# Alberta Giménez
Alberta Giménez, (Pollensa, Baleares, 6 de agosto de 1837 - 21 de diciembre de 1922) fue una religiosa española, profesora y fundadora de la Congregación de Religiosas Pureza de María. Dio nombre a la Centro de Enseñanza Superior Alberta Giménez de Palma de Mallorca y a muchas escuelas y obras sociales alrededor del mundo. Fue proclamada venerable por la Iglesia católica.

## Vida
Fue hija de Alberto Giménez Calvo y de Apolonia Adrover Barceló. Su padre, de profesión militar, estuvo destinado en Felanich, donde conoció a Apolonia. Se casaron y los cambios frecuentes de residencia llevaron al matrimonio a vivir en Pollensa. Allí nació Alberta. Poco después, la familia se instaló en Palma de Mallorca donde Alberta aprendió a leer y escribir.
Los padres de Alberta decidieron darle unos estudios superiores, y por esto confiaron su educación a Francisco Civera, que dirigía un colegio en Palma. Era un maestro muy considerado, buen matemático y acreditado pedagogo. El carácter dulce y a la vez despierto de Alberta Giménez atrajo a su profesor y esta relación acabó en una boda el 7 de abril de 1859.
Desde el año 1809, y gracias a la iniciativa del obispo de Mallorca, Bernardo Nadal Crespî, existía en la capital de la diócesis un colegio dedicado a la educación de las jóvenes llamado Real Colegio de La Pureza. Este centro había entrado en una cierta decadencia. Esta situación necesitaba una solución adecuada y el obispo de Mallorca de aquellos años, Miguel Salvá Munar, decidió encargarle a Alberta, que ya disfrutaba de prestigio como una persona de gran formación religiosa y excelente preparación pedagógica.
Ella, con su gran interés de agradar a Dios, tras el fallecimiento de su marido, quien murió después de nueve años de matrimonio, y quedando solo un hijo de los cuatro que habían tenido, decidió entrar a los hábitos, es decir, hacerse religiosa y, cuando el obispo le ofreció que fuese la responsable del proyecto de la reconstrucción del colegio, aceptó su misión con gran devoción, como si fuese una misión enviada por Dios.

## Trayectoria pedagógica
Alberta, tras la muerte de su esposo (1869) y de todos sus hijos a excepción de Alberto, aceptó y entró en la casa de La Pureza, Can Clapers, el 23 de abril de 1870, dejando a su hijo a cargo del tío Saturnino. La nueva rectora se puso enseguida a trabajar en la nueva misión y a reorganizar la institución. Además daba clase de gramática, historia, costura, etc., y en poco tiempo, el Real Colegio de La Pureza había recuperado la estabilidad y el prestigio ganado como entidad de enseñanza, con un buen programa educativo. 
Las autoridades de Palma le ofrecieron entonces crear y dirigir la Escuela Normal de Maestras de Mallorca; Madre Alberta aceptó y se preparó seriamente cursando los estudios adecuados; fue a Barcelona y obtuvo el título de Maestra Normal Superior, imprescindible para regir la nueva institución docente. El 2 de mayo de 1872 fue designada directora oficialmente y el 13 de mayo tomó posesión del cargo.

## Trayectoria religiosa
Algunas de las alumnas de la primera promoción de maestras quisieron permanecer trabajando con ella. Alberta, que había ido desarrollando una vocación religiosa, decidió, con estas compañeras, formar una congregación religiosa dedicada a la enseñanza que continuara la obra iniciada. Tomás Rullán, vicario diocesano, dio su apoyo y Alberta redactó las constituciones y estatutos, dando origen a la Congregación de Religiosas de Pureza de María. El obispo dio la autorización el 19 de septiembre de 1875, cuando se constituyó la primera comunidad, formada por: Alberta Giménez, María Aloy, Catalina Fornés, Magdalena Frau, Dolores Guardiola y Catalina Togores.
El 2 de agosto de 1892 se aprobaron las constituciones, y a partir de 1897 comenzaron a abrirse centros fuera de Mallorca (hasta entonces existían los centros de Manacor e Inca), en Valencia. El 10 de mayo de 1901, el papa León XIII aprobó el instituto. En 1908, su hijo Albertito casado hacía pocos años, murió.
El 22 de julio de 1908, una orden ministerial la apartó de la dirección de la Escuela Normal, hecho al que se resigna. En agosto, Alberta renunció a ser superiora de la congregación, a causa de la poca salud y avanzada edad, y la renuncia fue aceptada. 
En 1920, con ocasión de las bodas de oro de la fundación del colegio, se le ofreció una fiesta con las antiguas alumnas y se le otorgó la Gran Cruz de Alfonso XII.
Entregó su alma a Dios el 21 de diciembre de 1922 en Palma. Sus restos se encuentran en la capilla de la actual Casa Madre de La Pureza de María en Palma, en la calle Pureza, antigua sede del Real Colegio de La Pureza.

## Su figura
Su pensamiento pedagógico sorprende debido a la actualidad de sus propuestas, basadas en cuatro puntos:
- el sistema preventivo
- la excelencia
- la pedagogía de la presencia
- el trato personalizado...

La finalidad de la obra educativa de Cayetana Alberta Giménez Adrover no es sólo llegar a los alumnos y a través de los alumnos hasta sus padres, sino también abrirse a toda la sociedad porque está sujeta a una educación claramente humanista, plenamente vigente y actual.
El 31 de diciembre de 2005 fue proclamada hija ilustre de Palma de Mallorca. Actualmente, treinta obras educativas repartidas por Europa, América y África testimonian la vivencia de un ideal: la formación integral de la persona.

## Veneración
Abierto el proceso de beatificación, el 22 de marzo de 1986 fue declarada venerable por el papa Juan Pablo II. En el 2004, una comisión de médicos declaró que no encontraba explicación a una curación que el enfermo, Antoni Mas, atribuía a la intercesión de Alberta Giménez; este testimonio y muchos otros mantienen abierto el camino hacia la beatificación.